# Gustav Trost
Gustav Trost (* 26. Februar 1892 in Gevelsberg; † 20. Oktober 1969) war ein deutscher Politiker und ehemaliger Landtagsabgeordneter (SPD).

## Leben und Beruf
Nach dem Schulbesuch absolvierte er eine kaufmännische Lehre und war als Kaufmann tätig. Ab 1918 war er Mitglied der Freien Gewerkschaft und der SPD und übte gewerkschaftliche und politische Funktionen aus, so war er u. a. von 1928 bis 1933 Vorsitzender des SPD-Unterbezirks Hagen.

## Abgeordneter
Vom 20. April 1947 bis 12. Juli 1958 war Trost Mitglied des Landtags des Landes Nordrhein-Westfalen. Er wurde jeweils im Wahlkreis 123 Ennepe-Ruhr-Kreis Süd direkt gewählt.
Dem Stadtrat der Stadt Gevelsberg gehörte er von 1928 bis 1933 und nach 1945 an. Von 1945 bis 1961 war Trost Bürgermeister in Gevelsberg.